# Yannis Morin
Yannis Morin (Fort-de-France, 31 agosto 1993) è un cestista francese.

## Palmarès
- Campionato francese: 1

Le Mans: 2017-18